# Мус-Хая
Мус-Хая (якут. Муус Хайа) — найвища вершина Верхоянського хребта в Якутії. Її висота становить 2959 м над рівнем моря. Розташована близько 485 км на південь від полярного кола в Сунтар-Хаята, південно-східному відрогу цього витягнутого хребта. На відстані 135 км на північний схід від гори знаходиться Оймякон — полюс холоду населених людьми місцевостей. У перекладі з якутської мови Мус-Хая означає «крижана гора».